# Ślepe wrota

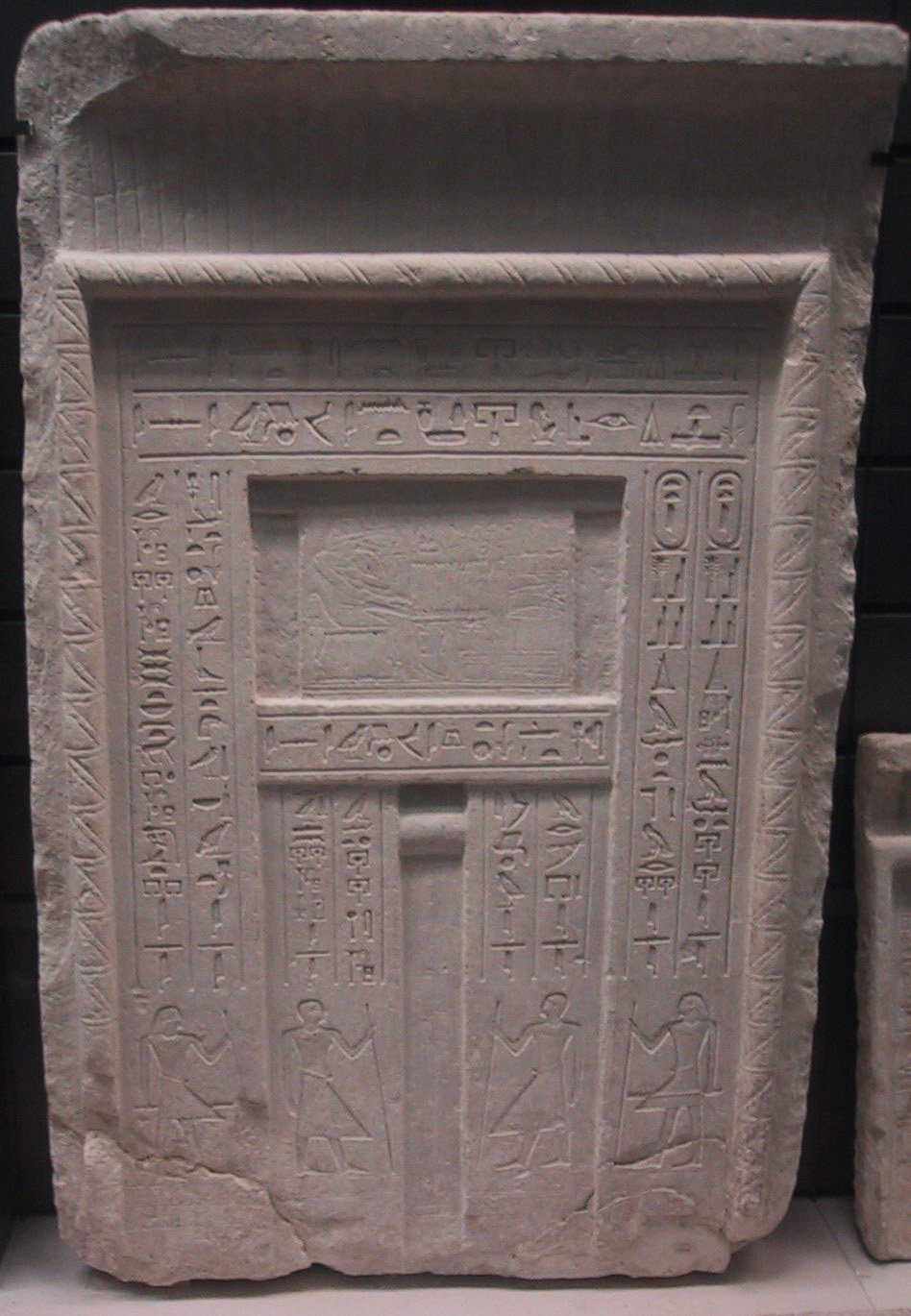
Ślepe wrota z epoki Starego Państwa (Muzeum Luwru)

Ślepe wrota – w architekturze staroegipskiej element zewnętrznego wystroju grobowca w postaci plastycznego wyobrażenia drzwi.
Była nim kamienna płyta przedstawiająca fałszywe zamknięte drzwi, czasem dekorowana reliefowo i opatrzona rytualnymi inskrypcjami, umieszczana na czołowej ścianie grobowca (mastaby). W grobach skalnych z okresu Nowego Państwa w pobliżu Teb przedstawiano je jako dekorację malowaną.
Ślepe wrota stanowiły symboliczne wejście do świata zmarłych oraz więzi łączących żywych i umarłych; dzięki nim dusza zmarłego (ka) miała możliwość opuszczania grobu. Ponad nimi umieszczano stelę z imieniem i wizerunkiem zmarłego oraz z wymienieniem jego godności i funkcji w państwie. Przed wrotami ustawiano stół przeznaczony do składania ofiar, tak by przenikając przez nie, dusza zastawała podany posiłek.
W wierzeniach Egipcjan solidne ściany grobowca miały uniemożliwiać  nocne  przedostawanie się elementów fizycznej sfery zmarłego do świata żywych. Ślepe wrota będące złudnym wyobrażeniem bramy wiodącej na ten świat, miały przepuszczać jedynie duchowe i energetyczne składniki osobowości zmarłego – nieszkodliwe dla żyjących. W rzeczywistości były one nawet pożądane, gdyż miały im udzielać różnych wskazań i porad na jawie i we śnie. 
Kamienną imitację wejścia przeznaczonego dla ka zmarłego umieszczano także we wnętrzu grobowca i w świątyniach kultu zmarłego faraona. Istotnym elementem centralnej części wrót było wyobrażenie pary tzw. Oczu Horusa, mających zapewniać zmarłemu kontakt ze światem żywych, a zarazem spełniających rolę apotropaiczną (odpędzającą złe moce).
W zbiorach warszawskiego Muzeum Narodowego, jako największy i najcenniejszy z egipskich zabytków ruchomych, znajdują się ślepe wrota mastaby faraońskiego dostojnika imieniem Izi z czasów VI dynastii (nr inw. 139944MNW). Oprócz zwyczajowo wymienionych imion i tytulatury zmarłego, wyjątkowo umieszczono na nich również inskrypcję z jego autobiografią, jedną z najwcześniejszych znanych egiptologom.